# Російські сили вторгнення на території України (з 2014)
Російські сили вторгнення — регулярні військові формування Збройних сил Російської Федерації, що брали участь у Російській збройній агресії проти України.

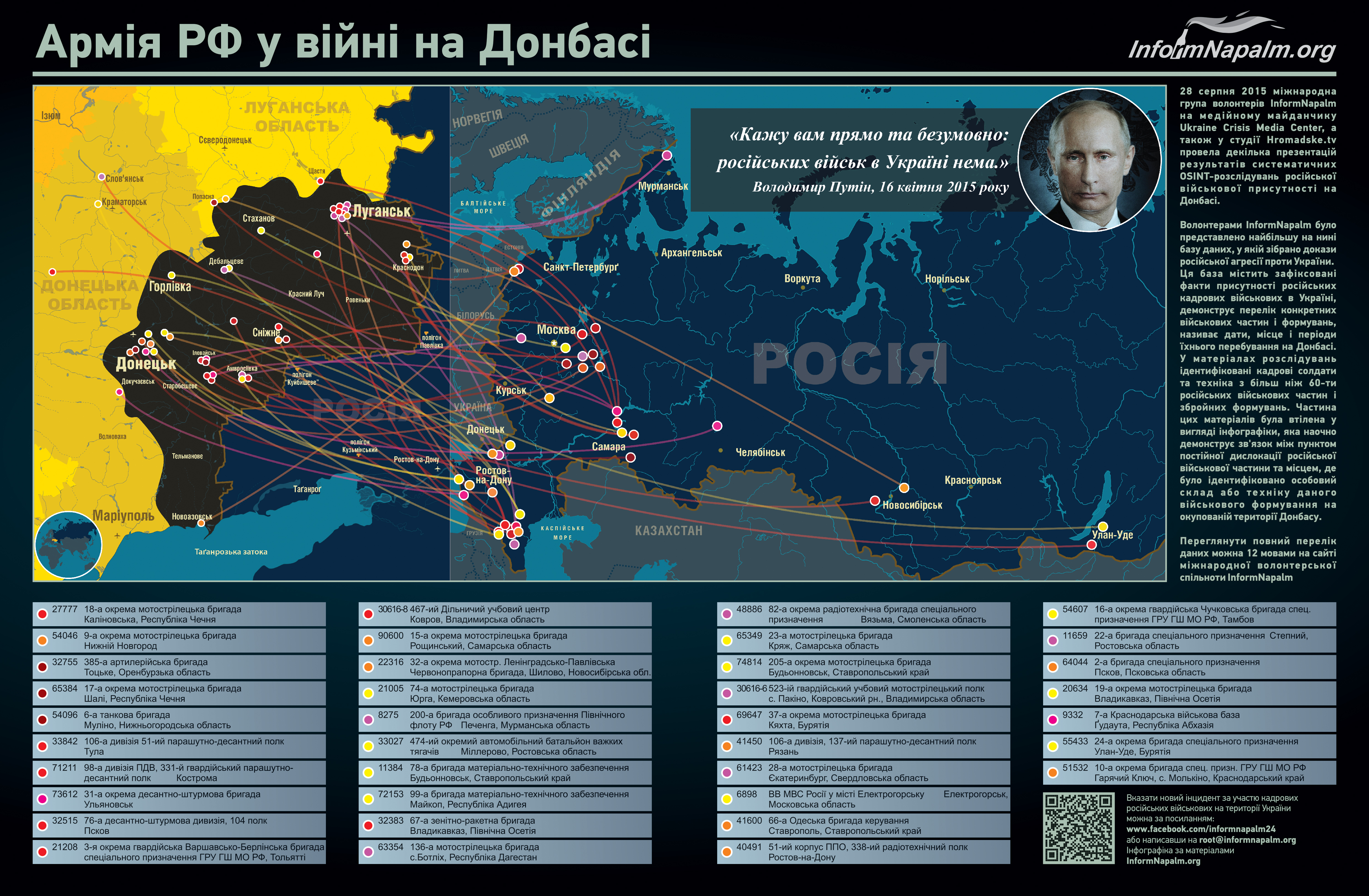
Армія РФ у війні на Донбасі. Інфографіка від ІнформНапалм

Перша хвиля масованого вторгнення регулярних військ РФ прийшлась на серпень 2014 року.
Станом на листопад 2016 року на Донбасі було ідентифіковано військовослужбовців з 75 російських військових частин, згідно з розслідуваннями волонтерської спільноти ІнформНапалм.
На основі деяких підрозділів вторгнення, а також найманців і колаборантів було створено регулярну структуру Окупаційних військ РФ на Донбасі у вигляді двох армійських корпусів: 1-й армійський корпус з базою в Донецьку та 2-й армійський корпус з базою в Луганську.

## Історія

### Масштабний наступ
11 серпня 2014 року Олександр Захарченко зробив заяву, що «підрозділи ДНР готові до наступальних дій», і що найближчими днями розпочнеться «широкий, нормальний наступ». Російські новинні ресурси поширили інформацію, що у «ополчення і самооборони» з'явилося понад 200 одиниць бронетехніки, що буде використана в ході анонсованого «контрнаступу».
У ніч із 12 на 13 серпня з'явилося повідомлення про 50 танків, які наступають на Маринівку та Степанівку з російського боку. 12 серпня 2014 на полях боїв війни на Донбасі вперше з'являються зразки винятково російської бронетехніки — танки Т-72, які на той час не перебували на озброєнні української армії, унікальні російські бронетраспортери БТР-82А, — вони були зафіксовані в боях під Сніжним, в районі Маринівки та Степанівки, і належали батальйонним тактичним групам 17-ї мотострілецької та 18-ї мотострілецької бригад Збройних сил РФ.

### Захоплення спецпризначенців ГРУ 2015 року
16 травня 2015 року під час спроби здійснення удару по позиціях ЗСУ у Щасті військовослужбовцями ГРУ ГШ РФ двоє із них отримали поранення й були затримані бійцями батальйону «Айдар». Затримані командир групи спецназу 3-ї бригади з Тольятті капітан Євген Єрофєєв та заступник командира групи сержант Олександр Александров. На відео допиту останній заявив, що група, яка здійснювала напад на українських військовослужбовців складалася з 14 спецназівців, а з Луганська, за його словами, «працює» ще 6-8 груп. Офіційні представники президента РФ відхреститись від полонених росіян, заявивши, що російських військових на Донбасі немає. Водночас колишній російський солдат-строковик 3-ї окремої бригади спецназу з Тольятті впізнав на відео командира Євгенія Єрофеєва й заявив, що той не звільнявся зі служби.

## Хронологія

### Лютий 2014
- 10-та окрема бригада спеціального призначення Північно-Кавказького військового округу (сформ. 2003 року, с. Молькіно Краснодарського краю, Південний військовий округ);
- 22-га окрема гвардійська бригада спеціального призначення (сформ. 1976 року, с. Ковалівка Аксайського району Ростовської області, Південний військовий округ)
- 25-й полк спеціального призначення. Створений у 2012 для охорони Олімпіади в Сочі в 2014 році. Дислокується в Ставрополі на території штабу 49-ї армії.
- 18-та окрема мотострілецька бригада[14], дислокація в с. Ханкала і Калиновська, Наурського району Чеченської республіки.
- 810-та бригада морської піхоти

1 жовтня 2016 року Військовий прокурор України Руслан Кравченко в ефірі програми «Київ-Донбас» «Громадського радіо» назвав підрозділи збройних сил Російської Федерації, які, разом з військами Чорноморського флоту РФ та під загальним командуванням командувача Чорноморським флотом Російської Федерації Вітко Олександра Вікторовича, брали участь в захопленні Криму, а саме:
- 31-ша окрема гвардійська десантно-штурмова бригада повітряно-десантних військ РФ;
- 45-й окремий гвардійський полк спеціального призначення ПДВ Збройних сил РФ (в/ч 28337);
- 18-та окрема гвардійська мотострілецька бригада;
- 58-ма армія Південного військового округу збройних сил Російської Федерації;
- 98-ма гвардійська повітряно-десантна дивізія ПДВ РФ (в/ч 65451);
- 76-та гвардійська десантно-штурмова дивізія ПДВ РФ;
- 15-та окрема гвардійська мотострілецька бригада миротворчих сил Російської Федерації (в/ч 90600).

За твердженням Руслана Кравченка, для підготовки і ведення агресивної війни військова техніка та формений одяг військовослужбовців РФ, які брали участь в анексії Криму, були завчасно підготовлені шляхом маскування всіх тактичних знаків.

### Липень 2014
Диверсійно-розвідувальні підрозділи (починаючи з 14 липня 2014 року), утворені на основі:
- 2-га окрема бригада спецпризначення ГРУ ГШ РФ
- 10-та окрема бригада спеціального призначення ГРУ ГШ РФ
- 45-та окрема бригада спецпризначення повітряно-десантних військ (Кубинка, Московська область)
- 173-тя окрема розвідувальна рота 106-ї гвардійської дивізії ПДВ (Тула)
- розвідувальний батальйон 9-ї окремої мотострілецької бригади (колишній 84-й окремий розвідувальний батальйон)
- розвідувальний батальйон 18-ї гвардійської мотострілецької бригади (колишній 18-й окремий розвідувальний батальйон)

### Серпень 2014
У військовому вторгненні в серпні 2014 року брали участь підрозділи, утворені на основі збройних сил РФ.
Батальйонно-тактичні групи (починаючи з 11 серпня 2014 року), утворені на основі:
- 2-га окрема бригада спецпризначення ГРУ ГШ РФ

#### Донецький напрямок
- 6-та окрема танкова бригада
- 8-ма окрема мотострілецька бригада
- 17-та окрема мотострілецька бригада
- 18-та окрема мотострілецька бригада
- 21-ша окрема мотострілецька бригада
- 33-тя гірська мотострілецька бригада
- 31-ша окрема десантно-штурмова бригада (Ульяновськ)
- 247-й гвардійський десантно-штурмовий полк 7-ї гвардійської десантно-штурмової дивізії (Новоросійськ)
- 331-й гвардійський парашутно-десантний полк 98-ї гвардійської дивізії ПДВ (Кострома)
- 137-й гвардійський парашутно-десантний полк 106-ї гвардійської дивізії ПДВ (Рязань)

#### Луганський напрямок
- 15-та окрема мотострілецька бригада
- 35-та окрема мотострілецька бригада
- 74-та окрема мотострілецька бригада
- 136-та окрема мотострілецька бригада
- 200-та окрема мотострілецька бригада
- 104-й гвардійський десантно-штурмовий полк 76-ї гвардійської десантно-штурмової дивізії (Черьоха, Псковська область)
- 234-й гвардійський десантно-штурмовий полк 76-ї гвардійської десантно-штурмової дивізії (Псков)[18]

## Загальний список

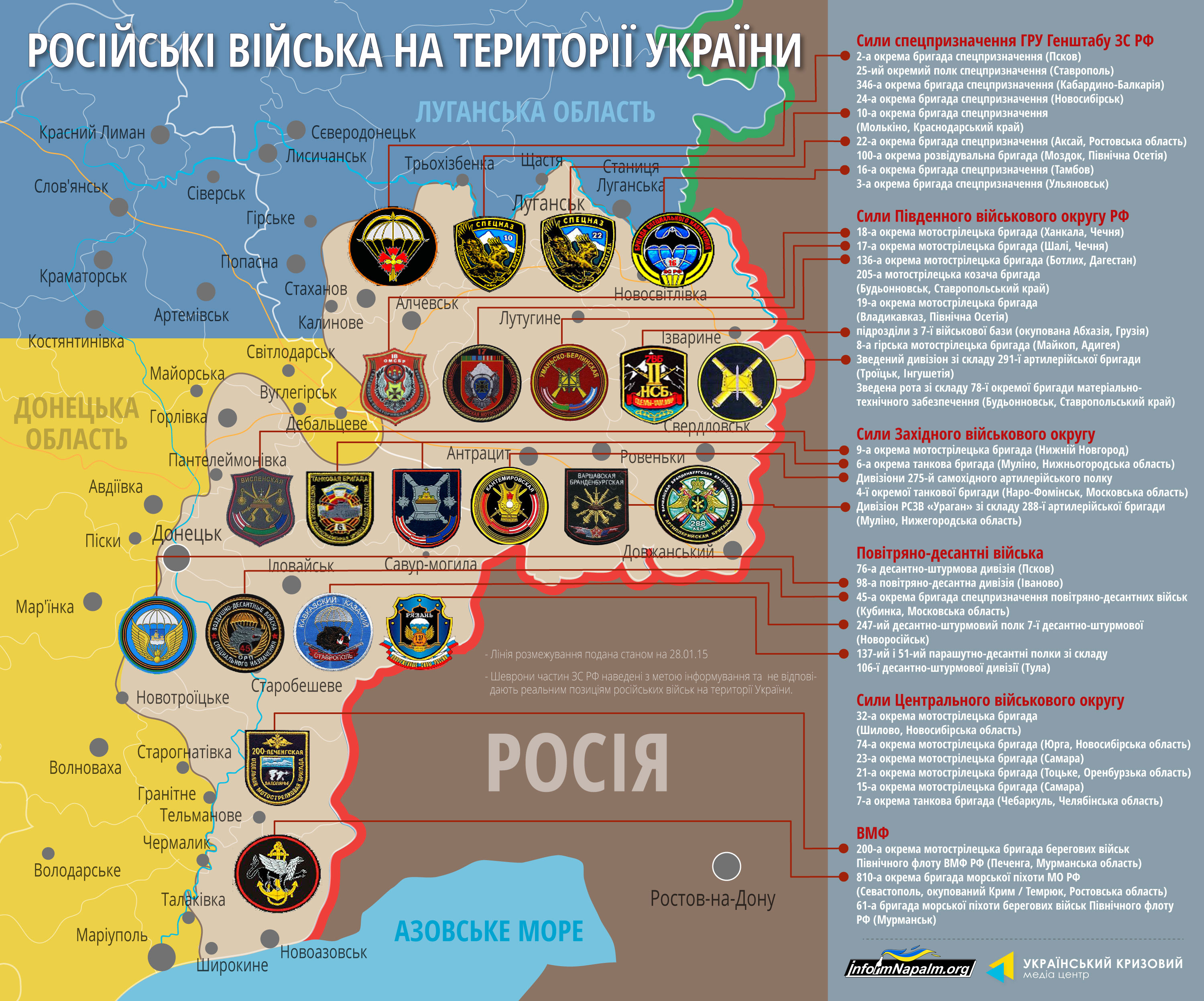
Російські війська на території України. Інфографіка від ІнформНапалм

### Сили спецпризначення ГРУ ГШ ЗС РФ
- 2-га окрема бригада спецпризначення (Псков)
- 3-тя окрема бригада спецпризначення (Тольятті)
- 10-та окрема бригада спецпризначення (Молькіно, Краснодарський край)[19]
- 16-та окрема бригада спецпризначення (Тамбов)
- 22-га окрема бригада спецпризначення (Аксай, Ростовська область)
- 24-та окрема бригада спецпризначення (Новосибірськ)[20]
- 45-та окрема бригада спецпризначення (Кубинка, Московська область)
- 100-та окрема розвідувальна бригада (Моздок, Північна Осетія)[19]
- 346-й окрема бригада спецпризначення (Новосибірськ)[19]
- 25-й окремий полк спецпризначення (Ставрополь)[19]

### Сили Південного військового округу
- 8-ма гірська мотострілецька бригада (Борзой, Чечня)
- 17-та окрема мотострілецька бригада (Шалі, Чечня)[21]
- 18-та окрема мотострілецька бригада (Ханкала, Чечня)
- 19-та окрема мотострілецька бригада (Владикавказ, Північна Осетія)
- 136-та окрема мотострілецька бригада (Ботлих, Дагестан)
- 205-та мотострілецька козача бригада (Будьонновськ, Ставропольський край)
- 20-та гвардійська окрема мотострілецька бригада (Волгоград)[21]
- 7-ма військова база (окупована Абхазія, Грузія)
- 11-та окрема інженерна бригада (Каменськ-Шахтинський, Ростовська обл.)
- Зведений дивізіон зі складу 291-ї артилерійської бригади (станиця Троїцька[ru], Інгушетія)
- Зведена рота зі складу 78-ї бригади матеріально-технічного забезпечення (Будьонновськ, Ставропольський край)[19]
- Підрозділи 439-ї реактивної артилерійської бригади[22]
- Підрозділи 943-ї реактивного артилерійського полку (Краснооктябрськ, Республіка Адигея)[21]
- 28-ма бригада РХБЗ (Камишин)[23]

За інформацією Служби безпеки України, на окупованій території Донбасу військовим керівництвом Російської Федерації завершено створення потужного окупаційного сухопутного з'єднання, основу якого становлять два армійських корпуси, які готові до проведення активних наступальних дій, але вивчають проведення оборонних операцій. Загальне оперативне керівництво зазначеним угрупованням, а також координацію його дій безпосередньо здійснює Генеральний штаб Збройних сил Росії. За формування, комплектування, підготовку та логістику російсько-окупаційних військ на Донбасі відповідають штаб Південного військового округу та 12-те командування резерву.

### Сили Західного військового округу
- 9-та окрема мотострілецька бригада (Нижній Новгород)
- 6-та окрема танкова бригада (Муліне, Нижньогородська область)
- Дивізіони 275 самохідного артилерійського полку 4-ї окремої танкової бригади (Наро-Фомінськ, Московська область)[25].
- Дивізіони РСЗВ «Ураган» зі складу 288-ї артилерійської бригади (Муліне, Нижньогородська область)
- Підрозділи 138-ї окремої гвардійської мотострілецької бригади (Каменка, Ленінградська область)[21]

### Сили Центрального військового округу
- 7-ма окрема танкова бригада (Чебаркуль, Челябінська область)[19]
- 15-та окрема мотострілецька бригада (Самара)
- 21-ша окрема мотострілецька бригада (Тоцьке, Оренбурзька область)
- 23-тя окрема мотострілецька бригада (Самара)
- 32-га окрема мотострілецька бригада (Шилово, Новосибірська область)[21]
- 74-та окрема мотострілецька бригада (Юрга, Новосибірська область)[21]
- 232-га реактивна артилерійська бригада (Чебаркуль, Челябінська область)[26]

### Сили Східного військового округу
- 5-та окрема танкова бригада (Улан-Уде, Республіка Бурятія)[27][28]
- 37-ма окрема мотострілецька бригада (Кяхта, Республіка Бурятія)[29]

### Повітряно-десантні війська
- 76 десантно-штурмова дивізія (Псков)[вин 1]
- 98-ма повітряно-десантна дивізія (Іваново)
- 7-ма десантно-штурмової дивізії (Новоросійськ)
  - 247-й десантно-штурмовий полк
- 106-та повітряно-десантна дивізія (Тула)
  - 51-й парашутно-десантний полк
  - 137-й парашутно-десантний полк
- 31-ша окрема десантно-штурмова бригада (Ульяновськ)
- Підрозділи 56-й окремої гвардійської десантно-штурмової бригади (Камишин)[21]

### Військово-Морський Флот Російської Федерації
- 200-та окрема мотострілецька бригада берегових військ Північного флоту ВМФ РФ (Печенега, Мурманська область)[30]
- 810-та окрема бригада морської піхоти МО РФ (Севастополь, окупований Крим/Темрюк, Ростовська область)
- 61-ша бригада морської піхоти берегових військ Північного флоту РФ (Спутнік, Мурманська область)

### Допоміжні підрозділи
- 74-й окремий радіотехнічний полк спеціального призначення (Владикавказ, ПівдВО)[17]
- 78-ма окрема бригада матеріально-технічного забезпечення (Прохладний, Кабардино-Балкарська Республіка)[17]
- 7015-та база зберігання та ремонту військової техніки (Муліно, Нижньогородська область)[17]
- 7016-та база зберігання та ремонту військової техніки (Майкоп, Адигея)[17]
- 282-га збройна ремонтна база (Воронезька область)[17]
- 29-та окрема залізнична бригада (Брянськ)[17]
- 59-та окрема бригада управління (Верхня Пишма, Свердловська область)[17]
- 95-та окрема бригада управління імені 50-річчя створення СРСР (Горелово, Санкт-Петербург)[17]
- 31-й інженерний полк[17]
- Окрема дивізія внутрішніх військ МВС Росії імені Ф. Е. Дзержинського — постачала загороджувальні загони, зокрема, при проведенні наступальних операцій (на Дебальцівський плацдарм, тощо) та для каральних акцій проти бойовиків з числа військовослужбовців російської армії та найманців[17]

## Командувачі
Командуванням військ Південного військового округу Росії включно з тими, 9 тисячами що дислокуються безпосередньо на українському Донбасі виконує генерал-полковник Олександр Галкін.
Також в зоні конфлікту тривалий час знаходився заступник командувача Сухопутними військами ЗС РФ генерал-полковник Олександр Лєнцов.
За даними Служби безпеки України до формування то організації бойових дій російських окупаційних військ на тимчасово окупованих територіях України причетні: Інші російські військові високопосадовці що брали участь у війні на сході України:
- генерал-полковник Істраков Сергій Юрійович, заступник начальника ГШ ЗС РФ;[31] У 2013—2014 рр. виконував обов'язки Головнокомандувача Сухопутних військ ЗС РФ та безпосередньо відповідав за їх готовність до виконання завдань на території України в ході збройної агресії РФ проти України. На початку 2015 року призначений на посаду заступника начальника Генерального штабу ЗС РФ. Відповідає за координацію діяльності російських окупаційних війська на Донбасі[32].
- генерал-лейтенант Теплінський Михайло Юрійович, начальник штабу Центру територіальних військ (колишнє 12 командування резерву) Південного військового округу ЗС РФ[31][32].

Крім того ідентифіковано генерал-майора Романа Олександровича Шадріна та полковника Анатолія Костянтиновича Баранкевича — колишнього «міністра оборони» в окупованій Російською Федерацією Південній Осетії, а тепер радник з бойової готовності в «ЛНР».

## Реакція

### Незалежні дослідники
Згідно з розслідуванням Bellingcat, до бойових дій на Донбасі були залучені десятки тисяч військових РФ. Оцінка відбувалась на основі серійних номерів бойових медалей, якими Російська Федерація нагороджувала своїх військовослужбовців у 2014—2016 роках. Так, в 2014—2015 роках кількість вручених медалей раптово і різко зросла в порівнянні з кількістю медалей, що вручалися до 2014 р. З 07.11.2014 по 18.02.2016 було вручено 4300 медалей «За бойові заслуги», що вказує на те, що в цей період російська армія брала активну участь в великих бойових діях.
У травні 2015 року російським блогерам вдалося виявити в Російській Федерації три могили російських військових ГРУ ГШ РФ, які, ймовірно, загинули 5 травня в Україні. Згодом одного із блогерів викликала військова прокуратура Західного військового округу РФ (Санкт-Петербург).

### Російська опозиція
Російський опозиціонер Борис Нємцов займався збором доказів того, що на боці сепаратистів в Україні воюють російські військові підрозділи. Він також інтерв'ював родичів солдатів, загиблих на сході України. Після його вбивства частину зібраних матеріалів було конфісковано російською поліцією. Матеріали доповіді були опубліковані соратниками Б. Нємцова 11 травня 2015 року під назвою «Путін. Війна».
Відповідно до зібраних достовірних даних не менше 150 російських солдатів загинули в серпні 2014 року перед подіями біля Іловайська. Родичі загиблих військовослужбовців, як повідомляється в доповіді, отримали по 2 млн руб. і дали підписку про нерозголошення щодо обставин їхньої загибелі. Близько 70 російських солдатів (у тому числі не менше 17 десантників з Іваново), за твердженням Нємцова, загинули в січні-лютому 2015 року під Дебальцевим. Міноборони Росії обіцяло платити компенсації за смерть і каліцтва, попри звільнення. Однак, стверджується в доповіді, цю обіцянку виконано не було.
«Усі ключові успіхи, військові успіхи сепаратистів були забезпечені частинами російської армії» — зазначено в доповіді. Масове вторгнення російської армії відбувалося в два етапи — перший у серпні 2014 року, коли було зупинено наступ української армії й створено умови для оточення під Іловайськом, друге — під час боїв за Дебальцеве взимку 2015 року.

### Російська влада
Посадові особи Росії, зокрема президент Володимир Путін, міністр закордонних справ Сергій Лавров, міністр оборони Сергій Шойгу неодноразово виступали із заявами, заперечуючи причетність Росії до злочинів на сході України.

| Що стосується тверджень про використання російського спецназу в подіях в Україні, то скажу лише одне - важко шукати чорну кішку в темній кімнаті… це тим більше нерозумно, якщо ця кішка розумна, смілива і ввічлива. |
| — Сергій Шойгу, Міністр оборони Російської Федерації, 17 квітня 2014. |

| Ми чітко заявили, що ніякої участі російських військових немає, ніякої техніки ми не поставляємо туди. Звинувачення у тому, що туди йдуть колони з бронетехнікою звучали минулого тижня, позаминулого тижня. Все це було спростовано, спростовується й зараз. В цих звинуваченнях немає змісту. |
| — Андрій Келін, постійний представник РФ при ОБСЄ, 28 серпня 2014 р. |

| Говорити про те, що Росія постачає зброю ополченцям, неправильно. [...] Звісно, Росія не веде ніякої війни. Політика Росії — не допустити розвитку подій по крайньому варіанту. Є, на жаль, такі сили, які намагаються зіштовхнути два народи, щоб почалася війна між Україною та Росією. Ми будемо робити все можливе, щоб не допустити такого розвитку. Жодних військових дій Російська Федерація не веде на Україні і не буде вести. |
| — Анатолій Антонов, заступник Міністра оборони РФ, 30 серпня 2014 р. |

Наприкінці січня 2015 року С. Лавров продовжував заперечувати численні факти:

| Что касается потока войск и вооружений — мы это слышим многократно. Я всякий раз говорю: если вы это с такой уверенностью утверждаете, покажите нам факты. Нам факты никто предъявить не может или не хочет. |
| — С. Лавров |

Голова Комітету Ради Федерації із закордонних справ Костянтин Косачев 21 березня 2015 року під час роботи Брюссельського форуму з цього приводу сказав: «Надайте нам докази! Міністр закордонних справ Росії направив офіційний запит міністру закордонних справ України — дайте нам будь-які деталі — імена, номери, будь-що, але до цього часу відповіді немає»
Володимир Путін 16 квітня 2015 року під час «прямої лінії» в ефірі російського телебачення відповідаючи на запитання Ірини Хакамади про доповідь убитого опозиціонера Бориса Нємцова про війська РФ на Донбасі, у черговий раз заявив, що «Російських військ в Україні немає. Про це найкраще сказав начальник Генерального штабу української армії на зустрічі зі своїми іноземними колегами: „Ми не воюємо з російською армією“», — додав Путін.
Коментуючи заяву В. Путіна від 16 квітня 2015 року, посол США в Україні Джеффрі Пайєтт заявив: «Це не правда те, що він казав. Є російські війська, є російські офіцери і є російська зброя та російське озброєння на території суверенної України. Кремль може стверджувати, що завгодно, і казати, що завгодно, але факти не приховати»
Президент Росії В. Путін на прес-конференції 17 грудня 2015 року визнав, що росіяни присутні на Донбасі, але заперечував наявність там регулярних військ. «Ми ніколи не говорили, що там немає людей, які займаються там вирішенням певних питань військової сфери», — заявив Путін. «Але це не означає, що там присутні регулярні російські війська. Відчуйте різницю», — сказав він. Як відомо, російський президент завжди відкидав будь-які звинувачення у військовій підтримці бойовиків на Донбасі. Відкидав навіть те, що на Донбасі були військові інструктори.
Генеральний секретар НАТО Єнс Столтенберг з приводу виступу В. Путіна сказав: «Ми заявляли і заявлятимемо, що російські війська присутні на території України. Ми спираємося на наші власні розвідувальні дані, відкриті джерела, повідомлення у ЗМІ. Та й сам президент Путін підтвердив це на сьогоднішній (17 грудня) прес-конференції в Москві».

### ЗМІ
Більшість російських ЗМІ заперечують участь Росії у війні на сході України. Проте 5 вересня 2014 Перший канал (Росія) у своєму ефірі показав репортаж з Костроми про похорон з військовими почестями російського десантника, що загинув на Донбасі, як стверджує телеканал у зоні бойових дій він проводив свою відпустку. Також з Московської області де пройшли поминки за колишнім інструктором російського спецназу, який загинув у травні 2014 в Донецьку в боях за аеропорт.
Російські солдати елітної Кантемирівської танкової дивізії з Підмосков'я в інтерв'ю виданню «Рейтер» підтвердили, що з серпня по вересень 2014 року їхні підрозділи брали участь у бойових діях на сході України. При цьому офіційне російське керівництво повністю заперечувало участь у бойових діях проти України російських військовослужбовців.

## Виноски
1. ↑  наказом Володимира Путіна від 18 серпня 2014 року 76-та дивізія отримала бойову нагороду: Орден Суворова
(Указ Президента Российской Федерации от 18.08.2014 г. № 571. О награждении орденом Суворова 76 гвардейской десантно-штурмовой Черниговской Краснознаменной дивизии. сайт Президента Росії. Архів оригіналу за 21 травня 2015. Процитовано 19 травня 2015.
76-й гвардейской десантно-штурмовой дивизии вручен орден Суворова. 1ТВ.РУ. 22 серпня 2014. Архів оригіналу за 20 травня 2015. Процитовано 19 травня 2015.)

## Матеріали
- Igor Sutyagin (березень 2015). Russian Forces in Ukraine. Королівський Об'єднаний інститут оборонних досліджень. Архів оригіналу за 16 березня 2022. Процитовано 17 березня 2022.
- Як російські війська 23 серпня заходили на Донбас [Архівовано 7 грудня 2016 у Wayback Machine.] // Український тиждень: суспільно-політичний часопис. — 2014. — 23 грудня.
- Разведцентры ГРУ, работающие против Украины; Части ФСБ, участвующие в боевых действиях против Украины: Российская армия и спецслужбы РФ в войне против Украины, 25.11.2014, сайт «Цензор. НЕТ» [Архівовано 10 липня 2020 у Wayback Machine.] (рос.) // Цензор.нет,
- Збройна агресія Російської Федерації проти України. Участь Збройних сил Російської Федерації в бойових діях на територіях Донецької та Луганської областей у період із березня 2014 р. до лютого 2015 р. [Архівовано 18 січня 2021 у Wayback Machine.] // ca-scu.org, 2020